# Martial Caillebotte

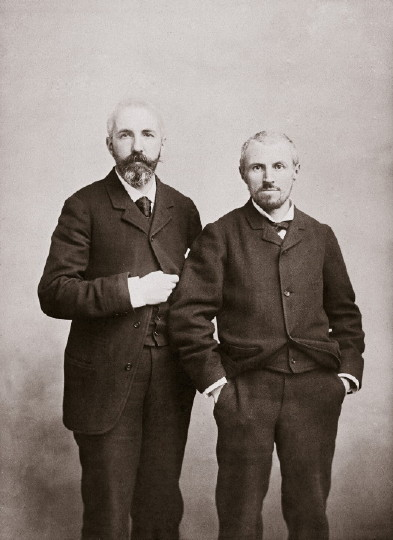
Martial Caillebotte (links) und sein Bruder Gustave (rechts), unbekannter Fotograf, vor 1895

Martial Caillebotte (* 7. April 1853 in Paris; †  16. Januar 1910 ebenda) war ein französischer Komponist, Pianist, Philatelist und Fotograf. Er studierte Musik am Pariser Konservatorium und komponierte mehrere Stücke für Klavier, einige Orchesterwerke und Lieder. Von diesen Kompositionen veröffentlichte er zu Lebzeiten nur wenige Werke. Lediglich einige seiner Orgelstücke kamen zur öffentlichen Aufführung. Zusammen mit seinem älteren Bruder Gustave Caillebotte trug er eine bedeutende Briefmarkensammlung zusammen. Der Philatelic Congress of Great Britain listet die beiden Brüder unter den 42 Personen, die von dieser Organisation als Väter der Philatelie bezeichnet werden. Martial Caillebotte verband mit seinem Bruder Gustave eine enge Beziehung. Nach dessen Tod verhandelte er als sein Nachlassverwalter mit dem französischen Staat über die Stiftung der Gemäldesammlung seines Bruders, die heute zum Kernbestand des Pariser Musée d’Orsay gehört. Das fotografische Schaffen von Martial Caillebotte blieb mehr als 100 Jahre nahezu unbeachtet, bevor es 2011/2012 in Ausstellungen in Frankreich und Kanada einer breiten Öffentlichkeit bekannt wurde.

## Leben

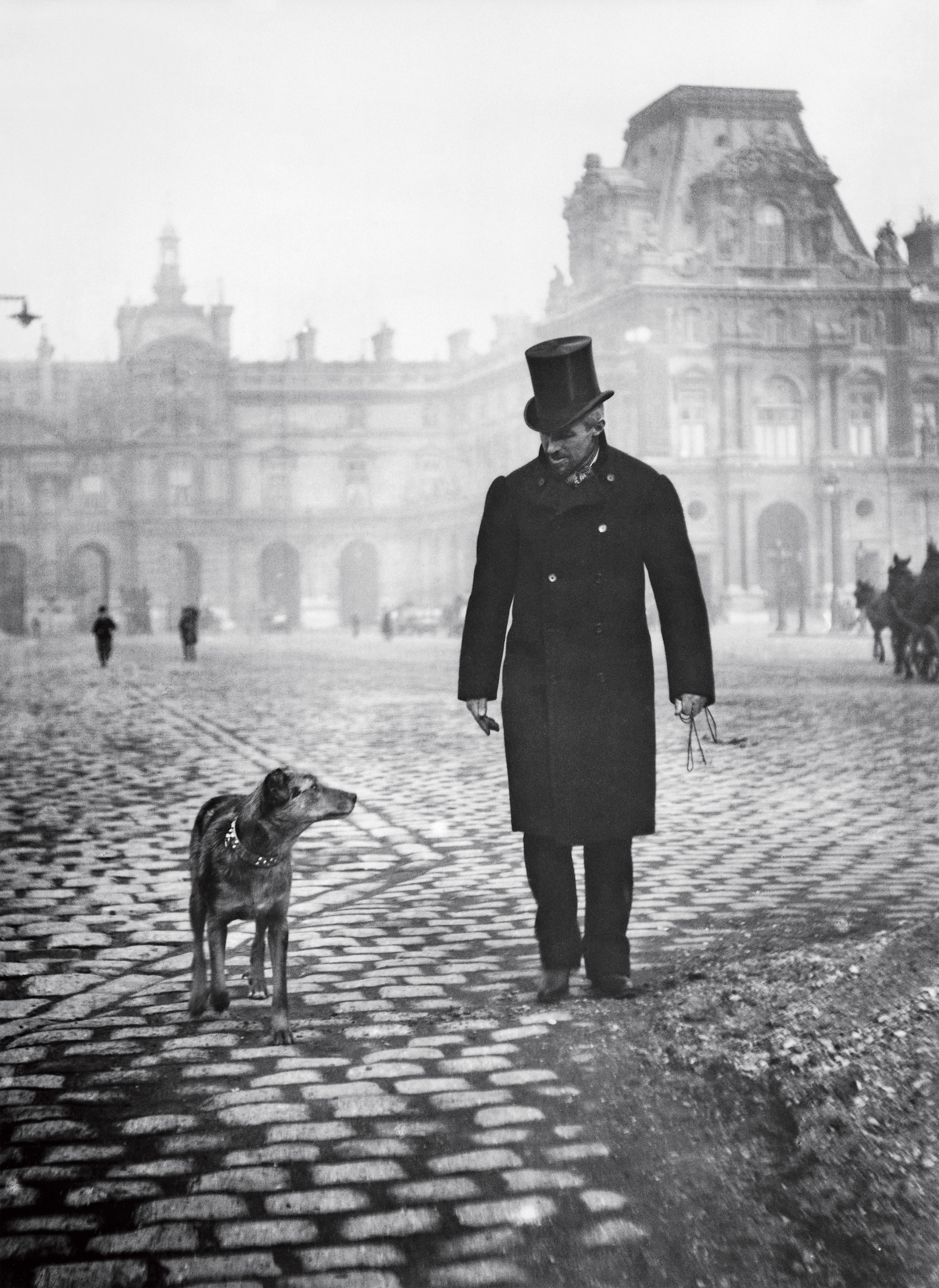
Martial Caillebotte: Gustave Caillebotte et Bergère sur la place du Caroussel, Fotografie, 1892

Martial Caillebotte kam aus einer wohlhabenden Familie. Sein Vater, der ebenfalls Martial hieß, war dreimal verheiratet. Aus der ersten Ehe mit Adèle Zoé Boissière stammt der 1834 geborene Sohn Alfred, der 1858 zum Priester geweiht wurde. Die 1830 geborene Tochter Léonie starb bereits 1836, die Mutter überlebte das Kind nur um wenige Tage. Danach heiratete der Vater 1843 Stéphanie Lemasquerie. Ein Jahr später kam der gemeinsame Sohn Max zur Welt, der wie die Mutter kurz nach der Geburt starb. Die dritte Ehe ging der Vater 1847 mit Céleste Daufresne ein. Aus dieser Ehe gingen drei Söhne hervor: Gustave Caillebotte, der später berühmte Maler, wurde 1848 geboren, gefolgt von René 1851 und schließlich als dritter Sohn Martial Caillebotte, der am 7. April 1853 zur Welt kam. Seine Mutter war bei der Geburt 34, der Vater bereits 54 Jahre alt.

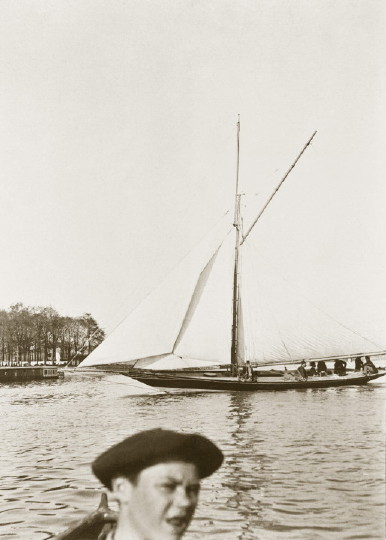
Martial Caillebotte: Jeune garçon, voilier au petit Gennevilliers, Fotografie, Datum unbekannt

Das Vermögen hatte der Vater im familieneigenen Textilunternehmen verdient, das die Armee mit Kleidung belieferte. Zudem verfügte er über größeren Grundbesitz in Paris. Die Familie lebte zunächst in der Rue du Faubourg-Saint-Denis, bevor der Vater ab 1866 ein luxuriöses Stadthaus in der Rue Miromesnil Nr. 77 errichten ließ. Darüber hinaus besaß die Familie einen weitläufigen Landsitz in Yerres. Neben seiner unternehmerischen Tätigkeit war der Vater seit 1861 zudem Richter am Handelsgericht (Tribunal de commerce de la Seine). Martial und seine Brüder waren durch das familiäre Vermögen finanziell abgesichert und nicht gezwungen, ihren Lebensunterhalt selbst zu verdienen. Sein Bruder Gustave studierte zunächst Jura, ließ sich aber dann zum Maler ausbilden. Gustave porträtierte seinen Bruder Martial in den Gemälden Junger Mann am Klavier (1876), Die Orangenbäume (1878), Kartenspieler und Das Bézique-Spiel (beide 1880). Über einen etwaigen Beruf seines Bruders René ist nichts bekannt. Nur der Stiefbruder Alfred übte als Pfarrer dauerhaft einen Beruf aus.
Finanziell unabhängig, entwickelte Martial Caillebotte im Laufe seines Lebens sehr unterschiedliche Interessen. Zunächst studierte er am Conservatoire de Musique de Paris Klavier bei Antoine François Marmontel und Harmonielehre bei Théodore Dubois. Er schloss das Studium 1874 ab und erhielt den 2. Preis des Konservatoriums für Harmonielehre. In der Folgezeit komponierte er mehrere Stücke für Klavier, einige Orchesterwerke und Lieder. Die meisten seiner Werke blieben unveröffentlicht und wurden nicht aufgeführt. Zu den Werken, die zur öffentlichen Aufführung kamen, gehören einige seiner Orgelwerke, die er eigens für die Pfarrkirche Notre-Dame-de-Lorette schrieb, an der sein Halbbruder Alfred als Pfarrer tätig war. Seine Tochter beschrieb seine Musik als wagnerianisch, also im Stil von Richard Wagner verfasst.
Innerhalb weniger Jahre starben mehrere nahe Familienangehörige. Nach dem Tod des Vaters 1874 starb sein Bruder René 1876, gefolgt von der Mutter 1878. Die beiden überlebenden Brüder Gustave und Martial Caillebotte verband die folgenden Jahre ein sehr enges Verhältnis und sie entwickelten teilweise gemeinsame Interessen. 1876 wurden beide Brüder Mitglieder des Segelclubs Cercle de la voile de Paris in Argenteuil und nahmen in der Folgezeit an verschiedenen Regatten teil. Ebenfalls seit 1876 begannen die beiden Brüder gemeinsam mit dem Aufbau einer bedeutenden Briefmarkensammlung. Ihr Sammelgebiet umfasste alle Briefmarken der Welt 
von 1840 bis 1880. 1887 verkauften die Brüder diese Sammlung an den Philatelisten Thomas Tapling, der sie später mit weiteren Briefmarkensammlungen der Bibliothek des Britischen Museums in London stiftete. Der Philatelic Congress of Great Britain zeichnete 1921 Gustave und Martial Caillebotte mit der Aufnahme in die Roll of Distinguished Philatelists aus. Sie gehören dort zu den 42 Personen, die als fathers of philately (Väter der Philatelie) bezeichnet werden. Martials Sammlerleidenschaft galt neben Briefmarken zudem auch Fayencen.

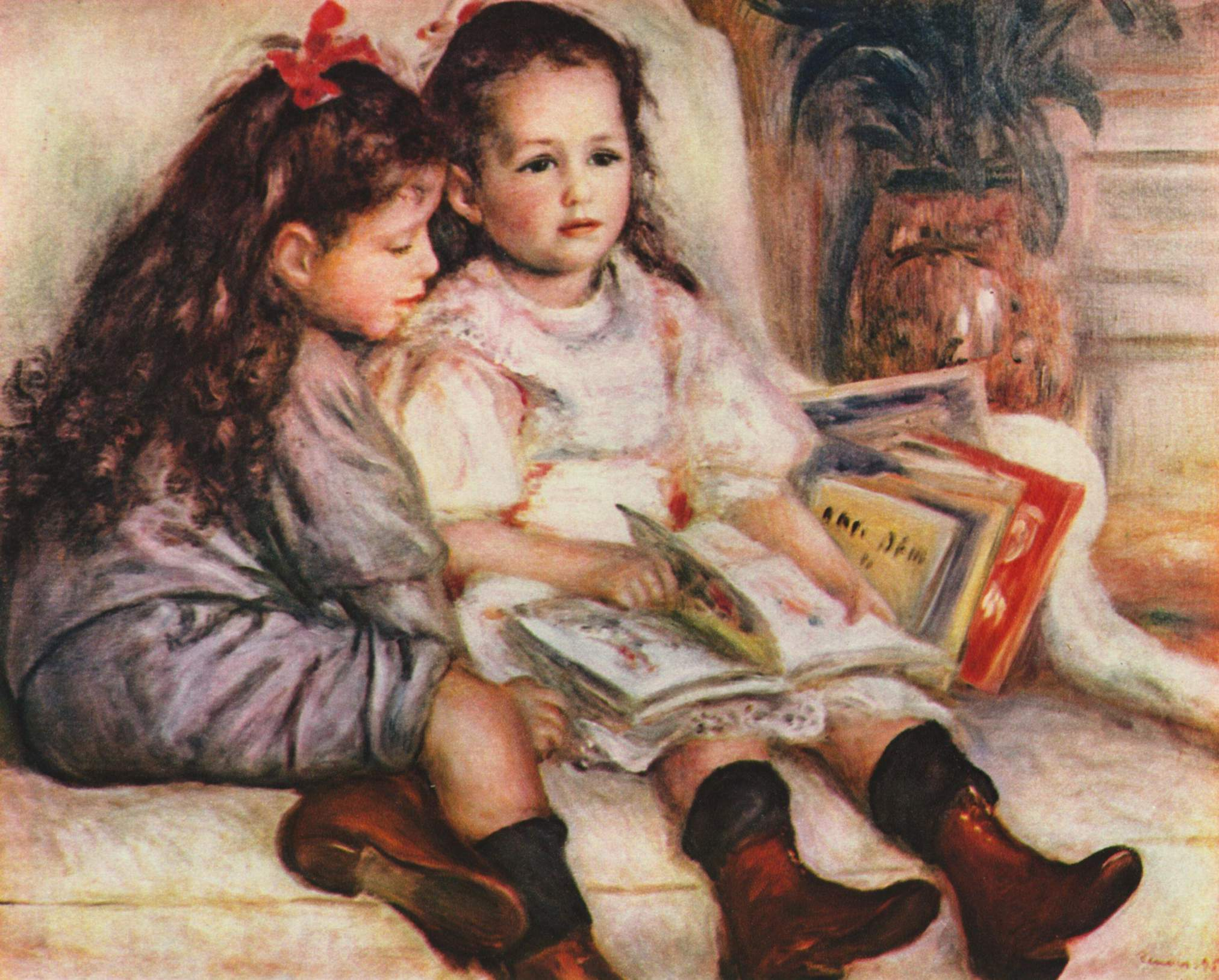
Pierre-Auguste Renoir: Jean und Geneviève Caillebotte, 1895, Privatsammlung

Nach dem Tod der Mutter verkauften Gustave und Martial Caillebotte das Landhaus in Yerres und das Elternhaus in der Rue Miromesnil und bezogen eine Wohnung am Boulevard Haussmann Nr. 31, wo sie von 1879 bis 1887 gemeinsam lebten. 1881 kauften die Brüder zusammen ein Haus in Petit Gennevilliers an der Seine. Das gegenüberliegende Argenteuil war in dieser Zeit ein Zentrum des Segelsports und die Caillebotte-Brüder konnten hier in den Sommermonaten ihrem Freizeitvergnügen nachgehen. 1887 heiratete Martial Caillebotte in Paris Marie Minoret. Die Trauung nahm der Halbbruder Alfred vor. Das Paar lebte fortan in der Rue Scribe in Paris und Martial verkaufte seine Anteile am Haus in Petit Gennevilliers an seinen Bruder. Aus der Ehe von Martial und Marie Caillebotte gingen zwei Kinder hervor: 1888 kam der Sohn Jean und 1890 die Tochter Geneviève zur Welt. Der Maler Pierre-Auguste Renoir porträtierte die beiden Kinder 1895 in einem Ölgemälde. Im Juli 1886 reisten Martial Caillebotte und der mit ihm befreundete Renoir nach Deutschland, wo sie die Richard-Wagner-Festspiele in Bayreuth und Museen in Dresden besuchten.
Nach dem Tod seines Bruders Gustave Caillebotte 1894 übernahm Martial zusammen mit Renoir die Verhandlungen über die Schenkung der Gemäldesammlung seines Bruders an den französischen Staat. Gustave Caillebotte hatte testamentarisch verfügt, dass seine Sammlung mit Werken seiner Impressionisten-Freunde (darunter Édouard Manets Der Balkon und Renoirs Bal du moulin de la Galette) an den Staat gehen sollte. Dieser war nach langwierigen Verhandlungen jedoch nur bereit, einen Teil dieser Sammlung zu akzeptieren, weil mit der Annahme der Sammlung die Auflage verbunden war, die Bilder in Paris im Louvre oder im Musée du Luxembourg auszustellen. Heute gehört die Stiftung Caillebotte zum Bestand des Musée d’Orsay. Gustave Caillebotte hatte keines seiner eigenen Werke für diese Schenkung vorgesehen, sodass sein Bruder Martial nahezu das Gesamtwerk seines Bruders erbte. Mit der Schenkung überließ Martial Caillebotte zwei Werke seines Bruders (Verschneite Dächer und Die Parkettschleifer) ebenfalls dem Staat, der Rest ging später, nachdem der Sohn Jean bereits als junger Mann verstarb, an die Tochter Geneviève, deren Nachkommen bis heute einen umfangreichen Bestand der Werke Caillebottes besitzen.
Der Öffentlichkeit verborgen blieb lange Zeit Martial Caillebottes Schaffen als Fotograf. Erst anlässlich seines 100. Todestages zeigten das Musée national des beaux-arts du Québec und das Musée Jacquemart-André in Paris 2011/2012 eine Ausstellung mit seinen Fotos und stellten sie Gemälden von Gustave Caillebotte gegenüber. Unter dem Titel Dans l’intimité des frères Caillebotte konnten die Besucher erstmals 150 Fotografien von Martial Caillebotte sehen. Obwohl die meisten Fotos erst nach dem Tod von Gustave entstanden, zeigen sie oftmals verwandte Themen. Möglicherweise hatte sich Martial durch die Bilder seines Bruders inspirieren lassen. Neben Familienangehörigen und Freunden fotografierte er Interieurs, Stadtansichten und Gartenbilder.

## Musikwerke
- L’Enfant prodigue - épisode biblique, Text von Paul-Armand Silvestre, veröffentlicht bei Georges Hartmann, Paris 1883
- Ecce Quam Bonum, Psaume CXXXII, Messe für Solisten, Chor und Orchester, gewidmet seinem Bruder Abbé Alfred Caillebotte, veröffentlicht bei Georges Hartmann, Paris 1887
- Airs de Ballets, fünf Stücke für Klavier, veröffentlicht bei Georges Hartmann, Paris 1887
- Roncevaux - drame symphonique, Text von Édouard Blau, Text veröffentlicht bei Chaix, Paris 1891
- Valse pour le piano, veröffentlicht bei E. & A. Girod, Paris 1878.
- Don Paez - poème dramatique, nach Contes d’Espagne et d’Italie von Alfred de Musset
- Mon âme à son secret, Text von Félix Arvers
- Le Nuage, Text von Théophile Gautier
- Mignonne allons voir si la rose, Text von Pierre de Ronsard
- Chanson, Text von Olivier Basselin

## Diskografie
- Musique de Martial Caillebotte, interpretiert von Mario Hacquard (Gesang), Claude Collet und Pascal Dessein (Klavier), Hybrid’music 2011. Enthalten sind die Stücke Air de ballet n° 2, Mon âme a son secret, Le Nuage, Mignonne allons voir si la rose und Chanson.
- Messe Solennelle de Pâques. Mathilde Vérolles, Sopran; Patrick Garayt, Tenor; Éric Martin-Bonnet, Bass; Mathias Lecomte, Orgel; Chœur régional Vittoria d’Île-de-France - Orchestre Pasdeloup, Michel Piquemal, SISYPHE020 2012